# Бизнис план
Бизнис план је документ којим се анализира предстојећи пословни подухват. То је врста елабората којим се потенцијалним финансијерима представља намера да се реализује одређени пословни подухват. Он се не односи на предузеће већ на савим конкретну операцију. 
Бизнис план се прави за период од једне до пет година и треба га разликовати од Студије оправданости која је дугорочна и односи се на цео период експлоатације намераваног подухвата (Нпр отварање и експлоатација једног рудника).
Бизнис план се ради када:
- Предузеће тражи спољне партнере за докапитализацију (акционари, инвеститори) јер нема довољно финансијских средстава
- Код улагања у нови погон или реконструкцију истог
- Када предузетник отвара нову фирму, тј. почиње са радом
- Када предузеће приступа реорганизацији и сл.
- Када одређени посао предузеће не може да исфинансира (једнократни извозни посао, освајање новог тржишта)

Бизнис план је намењен како предузетнику да види да ли му се планирана акција исплати али и инвеститорима да виде колики је ризик улагања у одређени пословни подухват.
Бизнис план треба да одговори на следећа питања:
- О самој компанији, њена позиција на тржишту,  основни показатељи
- Који производ или услуге су предмет рада
- Да ли се производ или услуга може продати на тржишту – стање конкуренције
- Шта је од технологија, кадрова и опреме потребно за реализацију плана
- Финансије – колика су средства потребна, планирани приходи и расходи, профитабилност инвестиције

Влада Републике Србије, Агенција за развој малих и средњих предузећа је креирала документ под називом „Водич за израду бизнис плана“. Постоји и документ којим се то разрађује да би потенцијални корисници финансијских средстава испунили критеријуме и услове Јавног конкурса за улагање у развојне програме малих и средњих предузећа.
Наиме израда Бизнис плана, који је код нас до скора био мање у употреби, је мање више прецизно дефинисана, у свету, те су, поготову страни инвеститори навикнути да тај документ има готово увек исти облик, поглавља, начин излагања.
Било да је у питању мања или већа фирма следећа поглавља су готово обавезна:
- Резиме
- Стање предузећа које тражи средства
- Опис услуге или производа
- Маркетиншки план
- План производње
- План организације и управљања
- Финансијски план
- Закључак те предлог реализације

## Аудиторија
Бизнис планови могу бити оријентисани како на унутрашње, тако и на спољашње тржиште. У плановима оријентисаним на спољашње тржиште, постављају се циљеви важни за спољашње заинтересоване стране, посебно финансијске. Ови планови обично садрже детаљне информације о организацији или тиму који улаже напоре у постизање својих циљева. У комерцијалним организацијама, спољашње заинтересоване стране укључују инвеститоре и клијенте, за непрофитне организације спољашње заинтересоване стране односе се на донаторе и клијенте, за државне установе спољашње заинтересоване стране су порески обвезници, владине установе вишег нивоа и међународне кредитне организације као што су Међународни монетарни фонд, Светска банка, разне економске агенције Уједињених нација и банке за развој.
Бизнис планови оријентисани на унутрашње тржиште су усмерени на посредне циљеве потребне за постизање спољашњих циљева. Они могу обухватати развој новог производа, нове услуге, новог ИТ система, реструктурирање финансија, реконструкцију фабрике или реструктурирање организације. Бизнис план оријентисан на унутрашње тржиште често се развија у комбинацији са уравнотеженим системом показатеља или OGSM или списком најважнијих фактора успеха. Ово омогућава процену успеха плана помоћу нефинансијских показатеља.

## Непрофитна предузећа
Бизнис циљеви могу бити дефинисани како за непрофитне, тако и за комерцијалне организације. Комерцијални бизнис планови обично су фокусирани на финансијске циљеве, као што су остваривање профита или стварање богатства. Бизнис планови непрофитних организација, као и државних установа, углавном су усредсређени на "организациону мисију", која је основа њиховог јавног статуса или њиховог непрофитног статуса, ослобођеног од пореза, с тим што непрофитне организације такође могу бити усредсређене на оптимизацију прихода.